# کانن ای-۱
کانن ای‌-۱ (به انگلیسی: Canon A-1) یک دوربین عکاسی ساخت شرکت کانن است.